# 알카에다
알카에다(아랍어: القاعدة 알카이다[ælqɑːʕɪdɐ][*],al-Qaeda 또는 al-Qaida)는 사우디 아라비아 출신인 오사마 빈 라덴이 창시한, 극단적 살라프파 무슬림에 의한 국제 무장 세력망이다. 소위 이슬람 원리주의 계통에 속해 반서방, 반이스라엘을 표방한다. 1990년대 이래 주로 미국을 표적으로 테러했다고 일컬어지며, 많은 사건을 대상으로 하여 스스로 그 실행을 인정하는 이 과격파 국제 테러 조직은 2001년 미국에 동시다발 테러를 단행하여 미국을 비롯한 전세계에 충격을 주었다.
대테러전의 일환으로서 수행된 같은 해의 연합군의 아프가니스탄 침공으로 그 때까지 자신들을 비호하던 아프가니스탄의 탈레반 정권이 타도되어 크게 타격을 입었다. 이러한 알카에다의 과격 테러로 인해 중동 국가들마저도 알카에다에 매우 적대적인 입장이다.

## 역사

### 기원
알카에다는 소련의 아프가니스탄 침공에 대항한 이슬람 의용군(무자헤딘)이 연대한 조직이 기원이다. 그 후에 오사마 빈라덴은 걸프 전쟁을 계기로 미국이 군대를 사우디 아라비아에 있는 이슬람교의 양대 성지 메카와 메디나에 상주하게 하자 이것이 신성한 땅을 더럽힌 것이라고 분노하여 반미국 투쟁으로서 무자헤딘을 재결집시켰다.

### 테러
1990년대에 시작된 투쟁은 해를 거듭할수록 과격해져서 2001년에는 뉴욕 세계무역센터와 워싱턴 DC 국방부 건물 테러 사건, 같은 해 사우디아라비아에 소재한, 미국 군대 기지 폭파 사건, 케냐와 탄자니아에 있는, 미국 대사관 폭파 사건, 예멘 근해에 체류한, 미국 군함인 콜을 습격한 사건에 관여했다고 간주되며 2001년에는 미국 뉴욕에 소재한 세계무역센터 비행기 테러 사건을 단행하면서 마침내 2001년 미국을 동시다발 테러한 외에서 동남아시아 각국의 반정부 이슬람 과격파 조직과도 연락하였다고 의심받는다. 2003년 말 이후에는 이라크에 알카에다계 활동 인원이 다수 잠입하였으며, 2004년의 미국인 닉버그와 김선일의 처형에 간접적으로 연관됐다고 추정된다.
계속되는 테러와의 전쟁 끝에 2011년 파키스탄에 은둔하던 빈 라덴이 미군에 의해 사살되고 아이만 알자와히리가 후계자가 되었으나 이후 세력이 약화되었다. 특히 이라크 지부는 시아파 세속 정부에 반대하는 수니파 극단주의 민병으로 변질되어 2014년 등장한 이라크 레반트 이슬람 국가(ISIS)에 통합되었다. 2022년 7월 31일 알자와히리도 아프가니스탄에서 미군의 드론 공격으로 암살되었다.

## 같이 보기
- 이라크 레반트 이슬람 국가
- 이슬람 근본주의
- 탈레반
- 오사마 빈 라덴
- 사담 후세인
- 무아마르 알 카다피